# آکنو واتانابه
آکنو واتانابه (انگلیسی: Akeno Watanabe; ۱۸ نوامبر ۱۹۸۲ – ) صداپیشه، راوی، و بازیگر اهل ژاپن بود.